# Мері Роджерс
Мері Роджерс (11 січня 1931 — 26 червня 2014) — американська композиторка, сценаристка та письменниця. Авторка роману «Чухова п'ятниця», екранізованого в 1976 з Джоді Фостер. Її найвідомішими мюзиклами були Одного разу на матраці та Божевільне шоу, вона написала пісні для успішного дитячого альбому Марло Томаса Вільно бути… тобі і мені.

## Раннє життя
Народилася в Нью-Йорку в родині композитора Річарда Роджерса та Дороті Белль (до шлюбу Файнер). У неї була сестра місис Лінда Еморі. Мері відвідувала школу Брірлі на Мангеттені та вивчала музику в коледжі Велслі.
Почала писати музику у 16 років, а професійну кар'єру почала з написання пісень для Little Golden Records, які були альбомами для дітей із трихвилинними піснями. На одному з цих записів, «Алі баба та сорок розбійників», який був випущений у 1957 році, пісні Мері Роджерс виконав Бінг Кросбі разом з автором текстів Семмі Каном. Мері також писала музику для телебачення, зокрема джингл для реклами Prince Spaghetti.

## Кар'єра
Її перший повнометражний мюзикл «Одного разу на матраці» відбувся на Оф Бродвеї у травні 1959 року та пізніше того ж року переїхав на Бродвей. Мюзикл став її першою співпрацею з автором текстів Маршаллом Барером. З ним вона продовжувала писати пісні протягом майже 10 років. Після початкового показу шоу з 244 вистав відбулося турне США (у 1960 році), постановка в лондонському Вест-Енді (також у 1960 році), три телевізійні постановки (у 1964, 1972 та 2005 роках) і знову на Бродвеї (1996). Альбоми акторів були випущені для оригінальної бродвейської постановки, оригінальної лондонської постановки та рев'ю Бродвею. Донині це шоу часто показують громадські та шкільні групи по всій території США.
Іншим важливим композиторським проєктом Мері Роджерс було Божевільне шоу, музичне ревю, засноване на журналі Mad, яке відкрилося на Оф Бродвеї у січні 1966 року та загалом включало 871 виставу. Альбом оригінального складу, спродюсований Годдардом Ліберсоном, був випущений на Columbia Masterworks. Хоча шоу також почалося як співпраця з Маршаллом Барером, він покинув проєкт до того, як він був завершений, а решту пісень шоу містять тексти Ларрі Сігела (співавтор книги шоу), Стівена Вінавера та Стівена Сондхайма, який написав тексти на пародію на «Дівчинку з Іпанема» під назвою «Хлопчик із…» під псевдонімом Естебан Ріа Нідо.
Жодне з інших її шоу не мало такого успіху, але вона також писала музику для мюзиклів і ревю, першим на Бродвеї був «Шафка» Деві Джонса з маріонетками Біла Берда, який показувався в театрі Morosco з 28 березня — 11 квітня 1959 р. (Вона також написала вірші). Інші включали «Від А до Я» (1960), «Гаряча точка» (1963), «Робота» (1978) та шоу для однієї жінки Філліс Ньюман «Божевільна із західного Центрального парку» (1979). Ревю музики Роджерс під назвою Hey, Love, задумане та режисером Річардом Малтбі-молодшим, відбулося в червні 1993 року в Eighty-Eight's у Нью-Йорку.
Зрештою вона перейшла до написання дитячих книжок. Такою, зокрема, стала «Чухова п'ятниця» (1972), за якою було знято повнометражний фільм (випущений у 1976 році), для якого Роджерс написала сценарій. Фільм був перезнятий для телебачення в 1995 році, і знову для кінотеатрів у 2003. Серед інших дитячих книжок Роджерс — «Гнила книга» (1969), «Мільярд для Бориса» (1974, пізніше перевидана під назвою «ESP TV») і «Літній перехід» (1982). Також вона писала пісні для визначного дитячого альбому Вільно бути… тобі й мені. 
Мері Роджерс зробила кілька коротких спроб повернутися до написання текстів для музичного театру, включаючи адаптацію своєї книги Вигадлива п'ятниця (з музикою та словами Джона Форстера), яка була представлена в 1991 році у Theatreworks у США, і Гріффін і Маловий канон, який був створений Music Theatre Group, але після останнього шоу вона більше ніколи не створювала жодної ноти та навіть більше не грала на фортепіано. Пізніше вона пояснила: «У мене був приємний талант, але не неймовірний… Я не була ні зі своїм батьком, ні сином. І від усього треба було відмовлятися».

## Особисте життя
У грудні 1951 року одружилася з адвокатом Джуліаном Б. Біті-молодшим. У них було троє дітей: Тод (при народженні Річард), Ніна (при нар. Лінда) і Кім (при нар. Констанс) Біті. Союз розпався в 1957 році. З кінорежимсером Генрі Гюттелем мала трьох синів: Метью (пом. 1966), Адама, композитора музичного театру, лауреата премії Тоні, та Алека. Генрі помер у жовтні 2013 року у 85 років.
Мері Роджерс була директоркою організації Rodgers and Hammerstein та членкмнею правління ASCAP. Вона також кілька років працювала головою Джульярдської школи.
Померла від серцевої недостатності у своєму будинку на Мангеттені 26 червня 2014 року.